# Conacul Horváth din Telechia
Conacul Horváth din Telechia este un ansamblu de monumente istorice aflat pe teritoriul satului Telechia, comuna Brateș.

Ansamblul este format din două monumente:
- Conacul Horváth (cod LMI CV-II-m-A-13296.01)
- Poartă (cod LMI CV-II-m-A-13296.02)